# Ahmed El Keiy
 (octobre 2014).
Ahmed El Keiy est un journaliste et cadre dirigeant franco-égyptien. Expert des médias. Consultant en stratégie politique. Spécialiste des pays arabes.

## Biographie
Ahmed El Keiy effectue sa scolarité primaire et secondaire à Paris. Il obtient un baccalauréat international de l'École Active Bilingue JM en 1985. Diplômé de troisième cycle en droit international de l'Université Paris II Panthéon-Assas en 1993, il travaille en tant que juriste chez Schlumberger et au sein du cabinet d’avocats Clifford Chance.
En 1997, Il s'oriente vers le cinéma et le théâtre,. Il tient le rôle principal dans La Corde, un court-métrage qui remporte les prix du jury aux festivals de Bastia et de Larissa (Grèce). Il est également "Jeune Talent Adami" au Festival de Cannes.
Trilingue (arabe, anglais et français), passionné également par l'information, il devient journaliste en 2000. Il collabore, notamment, avec l'hebdomadaire français Le Nouvel Observateur et le journal cairote Al-Ahram tout en intervenant en tant qu'expert sur la BBC, et CNN. Il est aussi rédacteur en chef à Beur fm,,,, entre 2002 et 2009.
Il fait son entrée à France Télévisions en 2005. Ahmed El Keiy produit et présente le talk show Toutes les France, sur France Ô entre 2007 et 2016,,,. Cette émission quotidienne de débat axée sur la représentation de la diversité des composantes de la société française aborde les grands thèmes d'actualité nationaux et internationaux,,,,, (politique, culture, économie, société). Dotée de plus de moyens, elle devient hebdomadaire entre 2011 et 2016.
En 2008, Ahmed El Keiy est le journaliste français sélectionné par the International Center for Journalists (ICFJ), avec 49 journalistes internationaux issus d'autres pays, pour couvrir la campagne et l’élection présidentielle américaines qui a conduit à l’élection de Barack Obama.
Il rejoint, en 2011, l'Audiovisuel Extérieur de la France (France 24, RFI et Monte Carlo Doualiya) en tant que Directeur Adjoint du pôle arabophone,,, avant d'être nommé chef des infos des antennes anglaise, française et arabe de France 24,,,. En 2016, Ahmed EL KEIY est consultant en stratégies politiques. Il conseille différentes institutions nationales et internationales dont, notamment, la Présidence de l’Egypte mais aussi des médias et des entreprises privées . Une partie de son activité est également consacrée à l'éducation aux médias et à la formation.